# Iリガ
Iリガ（I liga (ポーランド語: Pierwsza liga, ポーランド語発音: [ˈpjɛrfʂa ˈliɡa])）は、ポーランドの最上位リーグのエクストラクラサの下に位置するサッカー2部リーグである。2024-25シーズンからはBetclicが冠スポンサーとして付き「Betclic Iリガ（Betclic I liga）」と呼ばれる。
1位と2位がエクストラクラサに自動昇格し、3位から6位までが昇格プレーオフに進出し、勝者1クラブが昇格する。16位から18位の3クラブがⅡリガに降格する。

## 2022-23シーズン所属クラブ
| クラブ名                                 | ホームタウン       | 昨季順位 |
| ---------------------------------------- | ------------------ | -------- |
| アルカ・グディニャ                       | グディニャ         | 3位      |
| ブルク＝ベット・テルマリカ・ニエチェツァ | ニエチェツァ       | 1部16位  |
| ホイニチャンカ・ホイニツェ               | ホイニツェ         | 3部2位   |
| ホロブリー・グウォグフ                   | グウォグフ         | 6位      |
| GKSカトヴィツェ                          | カトヴィツェ       | 8位      |
| GKSティヒ                                | ティヒ             | 12位     |
| グルニク・ウェンチナ                     | ウェンチナ         | 1部18位  |
| ŁKSウッチ                                | ウッチ             | 10位     |
| オドラ・オポーレ                         | オポーレ           | 5位      |
| TSポドベスキジェ・ビェルスコ＝ビャワ     | ビェルスコ＝ビャワ | 9位      |
| プシュツァ・ニェポウォミツェ             | ニェポウォミツェ   | 14位     |
| レソヴィア                               | ジェシュフ         | 11位     |
| ルフ・ホジューフ                         | ホジュフ           | 3部3位   |
| サンデチャ・ノヴィ・ソンチ               | ノヴィ・ソンチ     | 7位      |
| スクラ・チェンストホヴァ                 | チェンストホヴァ   | 13位     |
| スタル・ジェシュフ                       | ジェシュフ         | 3部1位   |
| ヴィスワ・クラクフ                       | クラクフ           | 2部17位  |
| ザグウェンビェ・ソスノヴィエツ           | ソスノヴィエツ     | 15位     |

## 歴代優勝クラブ
- 太字はエクストラクラサへと昇格したクラブ。

| シーズン | 優勝クラブ                   | 2位                                      | 3位                                      |
| -------- | ---------------------------- | ---------------------------------------- | ---------------------------------------- |
| 20008-09 | ヴィジェフ・ウッチ           | ザグウェンビェ・ルビン                   | コロナ・キェルツェ                       |
| 2009-10  | ヴィジェフ・ウッチ           | グールニク・ザブジェ                     | サンデチャ・ノヴィ・ソンチ               |
| 2010-11  | ŁKSウッチ                    | TSポドベスキジェ・ビェルスコ＝ビャワ     | フロータ・シフィノウイシチェ             |
| 2011-12  | GKSピアスト・グリヴィツェ    | ポゴニ・シュチェチン                     | ザヴィシャ・ブィドゴシュチュ             |
| 2012-13  | ザヴィシャ・ブィドゴシュチュ | KSクラコヴィア                           | ブルク＝ベット・テルマリカ・ニエチェツァ |
| 2013-14  | GKSベウハトゥフ              | グルニク・ウェンチナ                     | ドルカン・ゾンブキ                       |
| 2014-15  | ザグウェンビェ・ルビン       | ブルク＝ベット・テルマリカ・ニエチェツァ | ヴィスワ・プウォツク                     |
| 2015-16  | アルカ・グディニャ           | ヴィスワ・プウォツク                     | ザグウェンビェ・ソスノヴィエツ           |
| 2016-17  | サンデチャ・ノヴィ・ソンチ   | グールニク・ザブジェ                     | ザグウェンビェ・ソスノヴィエツ           |
| 2017-18  | ミエジュ・レグニツァ         | ザグウェンビェ・ソスノヴィエツ           | ホイニチャンカ・ホイニツェ               |
| 2018-19  | ラクフ・チェンストホヴァ     | ŁKSウッチ                                | スタル・ミエレツ                         |
| 2019-20  | スタル・ミエレツ             | TSポドベスキジェ・ビェルスコ＝ビャワ     | ヴァルタ・ポズナン                       |
| 2020-21  | ラドミアク・ラドム           | ブルク＝ベット・テルマリカ・ニエチェツァ | GKSティヒ                                |
| 2021-22  | ミエジュ・レグニツァ         | ヴィジェフ・ウッチ                       | アルカ・グディニャ                       |